# Boesenbergia lysichitoides
Boesenbergia lysichitoides är en enhjärtbladig växtart som beskrevs av S.Sakai och Hidetoshi Nagamasu. Boesenbergia lysichitoides ingår i släktet Boesenbergia och familjen Zingiberaceae. Inga underarter finns listade i Catalogue of Life.